# Pleuraphodius malawiensis
Pleuraphodius malawiensis är en skalbaggsart som beskrevs av Bordat 1997. Pleuraphodius malawiensis ingår i släktet Pleuraphodius och familjen Aphodiidae. Inga underarter finns listade i Catalogue of Life.